# Chad Deering
Chad Deering (Garland, 2 settembre 1970) è un ex calciatore statunitense, di ruolo centrocampista.
Con la nazionale USA ha partecipato al campionato mondiale di calcio in Francia nel 1998.